# The Outlaw's Revenge (film, 1915)
Pour les articles homonymes, voir The Outlaw's Revenge.
Pour plus de détails, voir Fiche technique et Distribution.
The Outlaw's Revenge est un film muet américain réalisé par Christy Cabanne et sorti en 1915.

## Synopsis
Au Mexique, un humble peon a beaucoup de difficultés à garder sa petite ferme à l'abri de la convoitise des hommes du gouvernement. Alors qu'il est dans une autre ville, deux officiers pillent son exploitation et s'en prennent à ses sœurs. La plus grande, boiteuse de naissance, se tue plutôt que de leur succomber. La plus jeune, âgée de 14 ans, devient folle et meurt après avoir raconté à son frère ce qui s'est passé. Le peon crie vengeance mais est déclaré hors-la-loi par les officiers. Il s'échappe de prison à l'aide d'un vieux serviteur de la famille, et parvient à échapper à ses poursuivants grâce à un couple d’Américains voyageant dans un chariot bâché.
Des années plus tard, le hors-la-loi, maintenant commandant en chef de l'armée, remporte de nombreuses victoires. À une de ces occasions, il tue un des officiers qui avaient attaqué ses sœurs. Lorsqu'il apprend que les Américains qui l'avaient aidé sont en danger, il conduit une charge de cavalerie pour les sauver. Parmi les agresseurs, il reconnaît l'autre officier.

## Fiche technique
- Titre original : The Outlaw's Revenge
- Réalisation : Christy Cabanne
- Photographie : Marcel Le Picard
- Société de production : Reliance Motion Picture Corporation
- Société de distribution :  Mutual Film
- Pays de production :  États-Unis
- Langue : anglais
- Format : Noir et blanc - 35 mm - 1,37:1 - Muet
- Genre : Biographie
- Durée : 4 bobines
- Date de sortie :
  - États-Unis : 15 avril 1915
- Licence : Domaine public

## Distribution
- Raoul Walsh : le hors-la-loi
- Irene Hunt : sa sœur aînée
- Teddy Sampson : sa sœur cadette
- Mae Marsh : l'Américaine
- Robert Harron : l'Américain
- Eagle Eye : le serviteur
- Walter Long : un officier
- Spottiswoode Aitken : un officier
- W. E. Lawrence : un officier

## Autour du film
Ce film serait en fait issu de The Life of General Villa (1914) du même réalisateur, remonté et resorti par Mutual Film Corporation sous ce nouveau titre.